# Marijana Mišković
Marijana Mišković (Split, 8 de juliol de 1982) és una esportista croata que va competir en judo, guanyadora d'una medalla de bronze al Campionat Europeu de Judo de 2009, en la categoria de –63 kg.

## Palmarès internacional
| Campionat Europeu | Campionat Europeu  | Campionat Europeu | Campionat Europeu |
| Any               | Lloc               | Medalla           | Categoria         |
| ----------------- | ------------------ | ----------------- | ----------------- |
| 2009              | Tbilisi ( Geòrgia) | 3                 | –63 kg            |